# کمیته مشترک سرطان آمریکا
کمیته مشترک سرطان آمریکا (انگلیسی: American Joint Committee on Cancer) یا به اختصار «AJCC» نامیده می‌شود، سازمانی است که به دلیل تعریف و رایج کردن استانداردهای مرحله‌بندی سرطان، که به‌طور رسمی سیستم مرحله‌بندی AJCC نامیده می‌شود، شناخته شده است.
کمیته مشترک سرطان آمریکا در سال ۱۹۵۹ به‌منظور تدوین و انتشار سیستم‌های طبقه‌بندی سرطان، شامل مرحله‌بندی و گزارش نتایج نهایی، جهتِ انتخاب موثرترین درمان، تعیین پیش‌آگهی و ارزیابی مستمر اقدامات کنترل سرطان توسط پزشکان تأسیس شد.

## اعضا
۲۰ سازمان عضو کمیته مشترک سرطان آمریکا هستند. این سازمان‌ها عموماً در یک یا چند حوزه زیر مشارکت یا فعالیت دارند:

اپیدمیولوژی سرطان، مراقبت از بیمار، کنترل سرطان، ثبت سرطان، آموزش حرفه‌ای، تحقیق یا آمار زیستی.
برخی از سازمان‌های مهم عضو کمیته مشترک سرطان آمریکا عبارتند از:
- انجمن سرطان آمریکا
- کالج رادیولوژی آمریکا
- جامعه آنکولوژی و پرتوشناسی درمانی آمریکا
- مرکز کنترل و پیشگیری از بیماری